# Consuelo Berges
Pour les articles homonymes, voir Berges.
Consuelo Berges Rábago, née en Cantabrie, en 1899 et morte à Madrid en 1988, est une journaliste et écrivaine républicaine espagnole.

## Biographie
Fille de mère célibataire, issue d'une famille de libres-penseurs républicains, elle n'a pas fréquenté l'école et elle reste toute sa vie indépendante. Son éducation s'est construite à partir de la bibliothèque familiale, en espagnol et en français.
À quinze ans, vivant avec sa famille à Santander, elle prépare l'examen d'entrée à l'École Normale, dont les méthodes s'inspirent de l'Institution libre d'enseignement.
Après son examen, elle devient professeure à l'Académie de Torre fondée par la pédagogue Matilde de la Torre à Cabezón de la Sal et mettant également en pratique les préconisations de l'Institution libre d'enseignement.
En tant que journaliste, elle publie des premiers articles dans El Sol de Madrid et la Revista de las Españas. Son point de vue éveille l'intérêt des intellectuels de l'époque : elle se rapproche de personnalités comme Clara Campoamor, Ricardo Baeza, Eulalia Galvarriato, Concha Méndez, Azorín, José Ortega y Gasset, Rosa Chacel, Waldo Frank, Francisco Ayala, María Zambrano, Max Nordau et Rafael Cansinos Assens.

## Exil en Amérique du Sud
En décembre 1926, à la suite de la Dictature de Primo de Rivera, elle doit s'exiler à Arequipa, au Pérou. Elle loge chez sa cousine Julia Gutierrez, propriétaire de l'unique librairie de la ville péruvienne. Elle donne des cours et des conférences. Elle collabore en Argentine au journal El Diario Español, financé par l'Ambassade d'Espagne dont l'ambassadeur est Ramiro de Maeztu qui s'oppose fermement aux écrits de Consuelo.
Elle collabore au supplément littéraire de La Nación, de Buenos Aires, dirigé por Enrique Méndez Calzada et dont le secrétaire est Guillermo de Torre, marié avec Norah Borges. Le couple fait partie du cercle d'amis de Consuelo, avec Alfonsina Storni, Salvadora Leguina et Concha Méndez.
En 1931, après la proclamation de la République, elle peut revenir en Europe avec Concha Méndez. Elle vit d'abord à Paris, accueillie par sa cousine la peintre María Blanchard et son ami Paul Claudel.

## République et guerre d'Espagne
De retour en Espagne, Consuelo se voit proposer par Claro Campoamor un poste dans les institutions de la République à Madrid. Elle refuse, préférant écrire ses articles et défendre ses idées tout en travaillant en tant que bibliothécaire aux archives de la Junta Provincial de Beneficencia.
Collaborant à la CNT, à la FAI et à Mujeres Libres, elle présente ses idées libertaires et milite pour le vote féminin défendu par Clara Campoamor. Elle entre, sous le nom de Yasnaia, à la loge maçonnique de Madrid.
Lorsque la guerre d'Espagne éclate en juin 1936, elle prend en charge l'orphelinat de la Guindalera. Elle évacue les enfants, sous les bombes, traversant l'Espagne jusqu'à Granollers, en Catalogne, pour les mettre en sécurité en zone républicaine.
Une fois à Barcelone, elle rejoint l'équipe de Mujeres Libres avec Baltasar Lobo - qui fait le graphisme et les dessins -, Rosa Chacel, Soledad Estorach Esterri, Carmen Conde, Pepita Carpeña, Sara Berenguer, Suceso Portales, María Jiménez, Concha Liaño, Lola Iturbe, Antonia Fontanillas, Mercedes Comaposada Guillén.
Consuelo est très active dans l'alphabétisation des femmes, la promotion des contraceptifs et met en avant les droits sociaux et familiaux des femmes, notamment dans les classes populaires.
En février 1939, à la victoire franquiste, Consuelo Berges doit fuir sous les bombes et se joindre à la marée humaine de la Retirada par Portbou. Comme des milliers de réfugiés et exilés, elle est envoyée en camp de concentration au Puy-en-Velay.
Elle arrive à s'échapper et à rejoindre Paris, sans papiers ni argent. Elle est recueillie par Baltasar Lobo et Mercedes Comaposada, eux-mêmes aidés par Pablo Picasso. Elle vit dans la clandestinité pendant quatre ans, survivant en donnant des cours d'espagnol et en écrivant des articles pour les journaux argentins. Elle est arrêtée en 1943 par les nazis qui la renvoie à la frontière espagnole.
Elle évite la prison grâce à l'aide de Matilde Marquina et de Luis de la Serna, mais est bannie de l'enseignement. Le régime lui interdit d'enseigner et d'écrire dans la presse. Pour survivre, elle devient traductrice de français, luttant pour de meilleures conditions de travail des traducteurs et vivant dans un «exil intérieur» ses préférences républicaines.

## Postérité
Elle est connue pour être l'une des grandes traductrices de Saint-Simon, La Bruyère, Flaubert, et surtout de Marcel Proust et de Stendhal dont elle est l'une des grandes spécialistes.
En 1956, elle obtient le prix Fray Luis de León pour la traduction d'Histoire de l'Espagne chrétienne, de Jean Descola.
En 1982, elle fonde le Prix Stendhal de traduction qui décerne annuellement le prix de traduction du français au castillan.
Une rue porte son nom à Santander, en sa mémoire, ainsi qu'une association de femmes.
En 20234, le gouvernement espagnol organise un hommage national en sa mémoire.